# Marcel Katz
Marcel Katz (9 novembre 1896 – 10 luglio 1975) è stato un calciatore svizzero, di ruolo attaccante.